# Pablo Amaringo
Pablo Cesar Amaringo Shuna (1938– 2009) foi um artista peruano , famoso por pintar representações coloridas das visões que teve ao tomar ayahuasca. Ele recebeu atenção do Ocidente por Dennis McKenna e Luis Eduardo Luna, que conheceram Pablo em Pucallpa enquanto viajavam durante o trabalho em um projeto etnobotânico. Pablo trabalhou como vegetalista, sendo um xamã na tradição mestiça de cura. Até sua morte, ele continuou pintando,  supervisionou rituais de ayahuasca. e ajudou a administrar a escola de pintura Usko-Ayar, no Peru. 

## Biografia
Amaringo nasceu em 1938, sendo o sétimo de 13 filhos, em Puerto Libertad, um pequeno povoado às margens do Rio Ucayali . Quando Amaringo era criança, sua família foi reduzida à extrema pobreza após alguns anos de relativa prosperidade. Como resultado, eles se mudaram para Pucallpa, onde Amaringo freqüentou a escola por apenas dois anos, pois foi forçado a encontrar trabalho para ajudar a sustentar sua família. Quando ele tinha 17 anos, Amaringo ficou extremamente doente, quase morrendo de problemas cardíacos graves. Por mais de dois anos, ele não conseguiu trabalhar. Ele acredita que sobreviveu devido a um curandeiro local.
Enquanto se recuperava dessa doença, ele começou a desenhar e pintar pela primeira vez. Amaringo começou a fazer desenhos com lápis e o sombreamento com fuligem de lâmpadas. Recebeu de um amigo o Permatex, uma substância azul com a qual pintou os desenhos. Ele não tinha dinheiro para papel, então usou caixas de papelão para pintar. Às vezes, ele pegava um pouco de batom e outros cosméticos de suas irmãs. Mais tarde, ele usou tinta, aquarelas e, em seguida, um amigo lhe deu seis tubos de tinta a óleo.
A partir da descoberta de seu novo talento artístico, a carreira de Amaringo como curandeiro também ascendeu rapidamente. Durante sete anos, 1970–76, ele viajou extensivamente, atuando como curandeiro tradicional. Em 1977, Pablo abandonou sua vocação como xamã. Ele adverte: "Ayahuasca não é algo para brincar. Pode até matar, não por ser tóxico em si, mas porque o corpo pode não ser capaz de suportar o reino espiritual, as vibrações do mundo espiritual". Dedicou-se à carreira de pintura até se tornar professor de arte na escola Usko Ayar (Usko, em quíchua, significa "espiritual" e Ayar "príncipe"), onde os alunos aprendiam livremente a técnica de pintura de Pablo. 

## Escola de Artes
Até pouco antes de sua morte, Amaringo trabalhou como pintor, reformulando as visões que experimentou durante sua prática xamânica e, ao mesmo tempo, ensinando jovens a pintar em sua escola de arte, em Pucallpa, onde trabalhou como diretor e fundador, juntamente com Luis Eduardo Luna em 1988. 
Antes de morrer, ele estava trabalhando em pinturas de anjos, bem como em pinturas que documentavam a flora e a fauna do Peru.

## Filme
O trabalho de Pablo pode ser visto no documentário "Ayahuasca Nature's Greatest Gift", que faz parte de uma série de filmes sobre xamanismo, sabedoria, consciência e a ayahuasca, intitulada The Path of the Sun. 

## Livro
Quando Luna e Dennis McKenna conheceram Amaringo em 1985, ele estava vivendo na pobreza, e ensinava inglês a jovens de sua casa, além de vender suas pinturas para os turistas que passavam. Luna sugeriu que ele pintasse algumas de suas visões, um projeto que se tornou a base de um livro em coautoria, Ayahuasca Visions: A iconografia religiosa de um xamã peruano (North Atlantic Books 1999).

## Morte
Após uma doença prolongada, Amaringo morreu em 16 de novembro de 2009. 